# Бархед (Алберта)
Бархед (енгл. Barrhead) је малена варошица у централном делу канадске провинције Алберта, у оквиру статистичке регије Централна Алберта. Налази се раскрсници регионалних ауто-путева 18 и 33, на 120 км северозападно од провинцијске престонице Едмонтона.
Насеље је основано 1906. као важна трговачка станица између севера и југа. Име варошице потиче од истоимене варошице из Шкотске, одакле су и дошли први досељеници у ово подручје. Статус варошице Бархед је добио крајем новембра 1946. године.
Варошица се налази у плодној прерији у поречју Атабаске и Пембине, а кроз њу протиче малена речица Падл.
Према подацима пописа становништва из 2011. у варошици је живело 4.432 становника што је за 5,3% више у односу на стање из 2006. када је регистровано 4.209 житеља тог места.

## Становништво
| 2006. | 2011. |
| ----- | ----- |
| 4.209 | 4.432 |